# Kunstraum Niederoesterreich

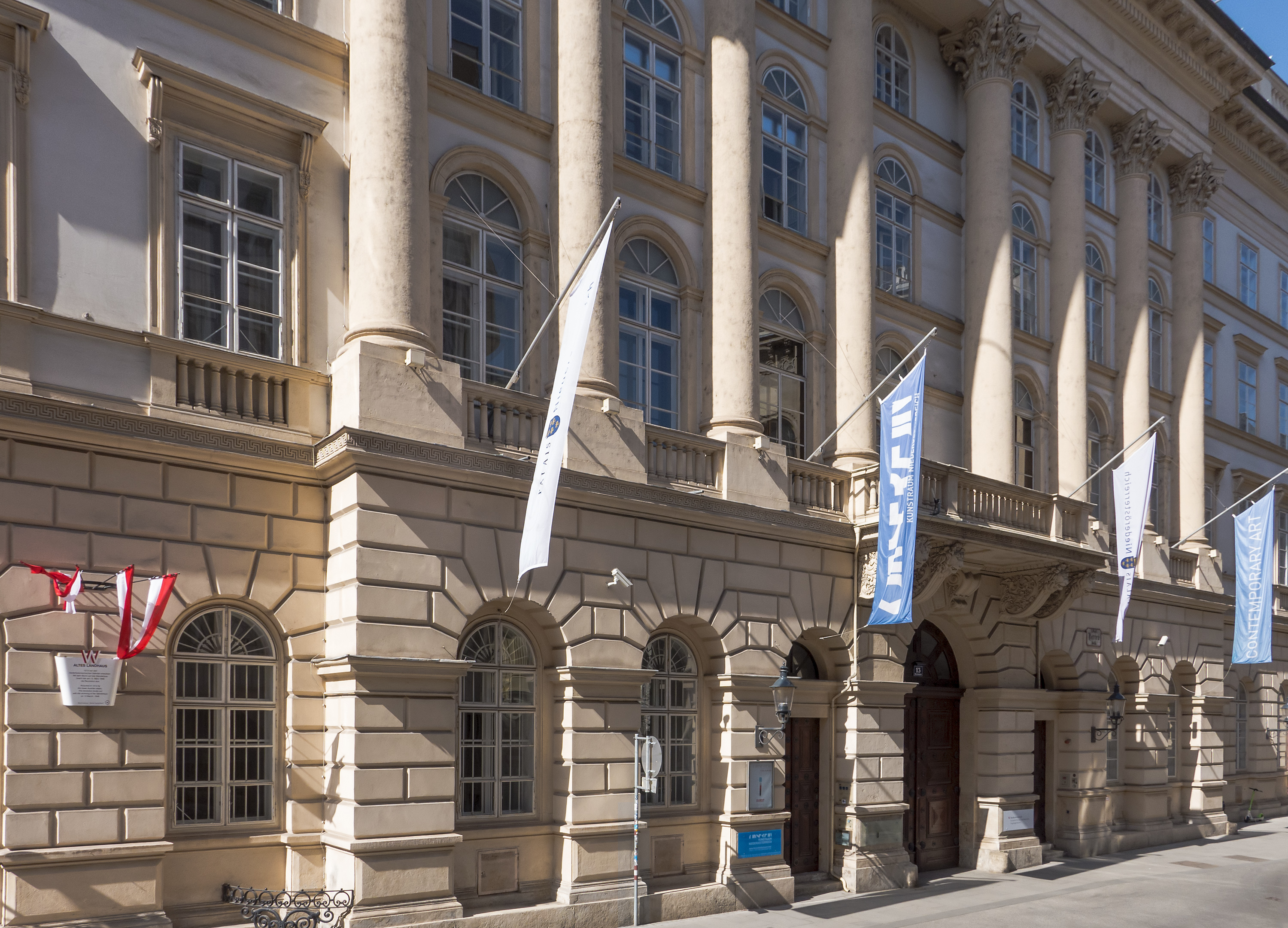
Niederösterreichisches Landhaus

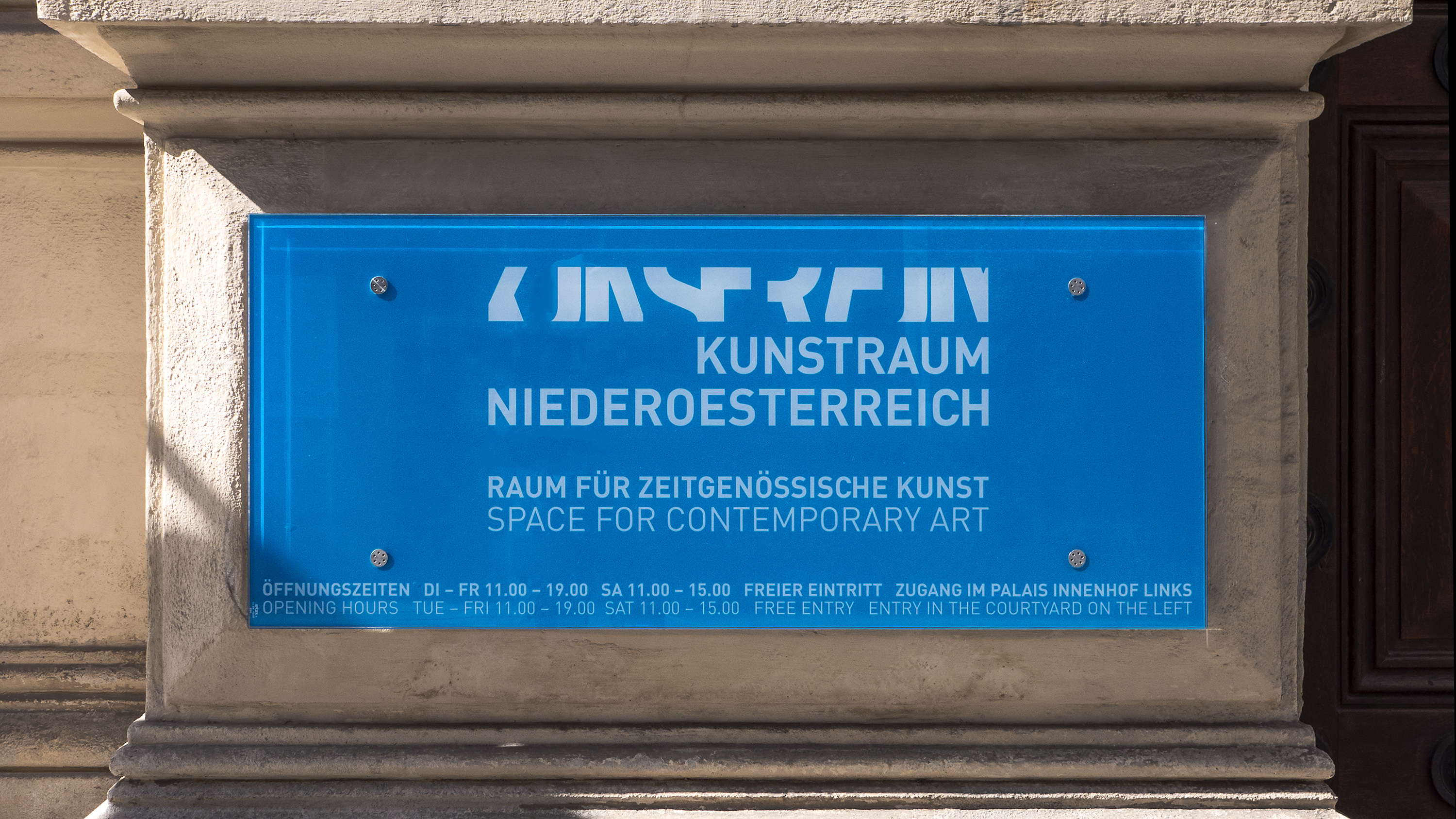
Tafel am Eingang

Der Kunstraum Niederoesterreich im Palais Niederösterreich ist ein öffentliches Ausstellungshaus für junge österreichische und internationale Gegenwartskunst in Wien, das seit 2005 existiert. Der inhaltliche Schwerpunkt des Kunstraum Niederoesterreich liegt auf der Förderung von Performancekunst. Der Kunstraum zeigt Einzel- und Gruppenausstellungen und veranstaltet regelmäßig Diskussions- und Vermittlungsformate zu Themen der Gegenwartskunst. Eine Präsenzbibliothek bietet Literatur zu verschiedenen Themenbereichen der Ausstellungen, der Performancekunst sowie der zeitgenössischen Kunst. Der Kunstraum Niederoesterreich ist seit 2019 ein Teilbetrieb der NÖ Festival und Kino GmbH und wird vor allem von öffentlichen Geldern getragen.

## Geschichte
Der Kunstraum Niederoesterreich wurde am 4. November 1985 als Blau-Gelbe Galerie des Museums Niederösterreich (ehem. niederösterreichisches Landesmuseum) unter der Leitung von Peter Zawrel in der Herrengasse 19–21 in Wien mit einer Ausstellung Otto Beckmanns eröffnet. Bereits ab 1990 belegte die Blau-Gelbe Galerie die Räumlichkeiten des Graphischen Kabinetts des Landesmuseums in der Herrengasse 9. In Zusammenhang mit der Übersiedlung der niederösterreichischen Hauptstadt und des Sitzes der niederösterreichischen Landesregierung nach St. Pölten wurde sie 1997 geschlossen. Der Fokus der Galerie lag neben der Förderung junger niederösterreichischer Künstler auch auf der Integration neuerer Medien wie Fotografie und Videokunst. Bis zu ihrer Schließung hatte sie in mehr als 120 Ausstellungen Kunstwerke von rund 150 Kunstschaffenden präsentiert.
2005 eröffnete der Ausstellungsraum im ehemaligen Landhaus der benachbarten Herrengasse 13 auf 300 m² unter neuem Namen als Kunstraum Niederoesterreich. Zwischen 2005 und 2018 leitete Christiane Krejs (* 1956, St. Pölten) den Kunstraum Niederoesterreich. Seit 2019 hat die Kuratorin und Wissenschaftlerin Katharina Brandl (* 1986, Wien) die künstlerische Leitung inne. Als Standortmanagerin ist ab 2019 Katrin Deutsch tätig. Im November 2022 wurde Frederike Sperling als Nachfolgerin von Brandl zur künstlerischen Leiterin bestellt.

## Architektur
Der Kunstraum Niederoesterreich ist Teil des Palais Niederösterreich. Das ehemals Liechtensteinische Freihaus wurde 1513 von den Landesstädten erworben. Ursprünglich von Steinmetzen der Dombauhütte spätgotisch gestaltet, wurde der Bau in den 1520er Jahren nicht fertiggestellt. Der ursprüngliche Bau wurde seither in vielen Abschnitten umgestaltet und erweitert. Hans Saphoy wölbte um 1570 den Großen Sitzungssaal ein, welcher später barock ausgestaltet wurde. Rittersaal, Herrensaal und Prälatensaal wurden von Dombaumeister Leopold Ernst 1845/46 ausgebaut. Der letzte umfassende Umbau durch Alois Pichl, zwischen 1837 und 1839, zielte darauf ab, dem Gebäude unter Beibehaltung der älteren Bausubstanz eine einheitliche Fassade zu geben. Diese Fassade gilt heute als wichtiges Beispiel des Klassizismus in Wien.
Zwischen 2002 und 2004 wurde der Kunstraum Niederoesterreich im Erdgeschoß und ein Veranstaltungszentrum im Obergeschoß des Palais Niederösterreich von Lindner Architektur ZT gestaltet. Das Ziel der Architekten war dabei das durch die verschiedenen Eingriffe entstandene Konglomerat zu beruhigen und vereinheitlichen: „Was uns wichtig war an der Revitalisierung ist die Ablesbarkeit der historischen Bauabschnitte, die Erkennbarkeit der jeweiligen Eingriffe und die Lesbarkeit der einzelnen Handschriften, soweit sie für uns heute nachvollziehbar sind“. Der Rest eines mittelalterlichen Deckenfreskos bleibt im Kunstraum Niederoesterreich noch sichtbar, wodurch eine Verbindung zur Geschichte des Baus hergestellt werden soll.

## Ausstellungen
Der Kunstraum Niederoesterreich zeigt jährlich etwa drei Ausstellungen, wobei der Fokus auf junge österreichische und internationale künstlerische Positionen gelegt wird. Die Gruppenausstellungen setzen sich meist mit gesellschaftlichen und politischen Themen auseinander, wobei auch formale Fragestellungen im Zentrum stehen können. Die Ausstellungen werden dabei als „Struktur, Display und Inhalt im Dialog zwischen Institutionen, Künstler_innen und Netzwerker_innen“ verstanden, die mit „alternativen Ausstellungsformaten und kuratorischen Konzepten neue Akzente“ setzen. Als Gastkuratoren und -kuratorinnen waren u. a. Felicitas Thun-Hohenstein, Brigitte Kowanz, Ruth Schnell, Elisabeth von Samsonow, Sylvia Eckermann, Ursula Hübner und Ingeborg Strobl tätig.
In der ersten Ausstellung „Profiler“ von 2005 untersuchten Élise Mougin, Stephan Lugbauer, Anna Jermolaewa, Siggi Hofer und Judith Fegerl die Identität der Region Niederösterreich.

## H13 Niederoesterreich Preis für Performance
Seit 2007 wird zusätzlich zur Ausstellungspraxis jährlich der H13 Niederoesterreich Preis für Performance von einer wechselnden Jury vergeben. Laut der Webseite des Kunstraums soll mit dem „Kunstpreis H13 […] den performativen Arbeiten der jüngeren Generation spezielle Aufmerksamkeit zuteil werden.“ Die Gewinner/-innen werden mit einem Preisgeld und einem Produktionsbudget für die Realisierung unterstützt. Darüber hinaus wird das ausgezeichnete Projekt der Öffentlichkeit präsentiert. Der Preis ist der einzige Kunstpreis für Performance in der bildenden Kunst in Österreich.

### Liste der Preisträger
- Roberta Lima (2007)
- Christian Falsnaes (2008)
- kozek hörlonski (Thomas Hörl & Peter Kozek) (2009)
- Jakob Lena Knebl (2010)
- DOLCE & AFGHANER (2011)
- Lilo Nein (2012)
- Peter Fritzenwallner (2013)
- Barbis Ruder (2014)
- Julia Marx (2015)
- Andrea Maurer (2016)
- Anna Vasof (2017)
- Otto Krause und Milan Loviška (2018)
- Helena Eribenne (2019)
- Julischka Stengele (2020)
- Sara Lanner (2021)
- Elisabeth Kihlström und Alexander Martinz (2022)
- Rehema Chachage (2023)